# Fairbury (Nebraska)
Fairbury je grad u američkoj saveznoj državi Nebraska. Prema popisu stanovništva iz 2010. u njemu je živjelo 3,942 stanovnika.